# Utricularia wannanii
Utricularia wannanii — вид рослин із родини пухирникових (Lentibulariaceae).

## Біоморфологічна характеристика
Невелика за розміром, ймовірно, однорічна, літофітна трав'яниста рослина. Ризоїди капілярні, прості, довжиною до 8 мм, у товщину ≈ 0.1 мм. Столони два-три, що з'єднують інші розетки, ниткоподібні, порожнисті, у товщину 0.15–0.2 мм у довжину до 12 мм, міжвузля відсутні. Листків кілька, у нещільній розетці; ніжка листка завдовжки ≈ 0.5 мм; листова пластина зворотнояйцювата, 1.5–2.5 × 1–1.3 мм, верхівка закруглена. Пастки: кілька біля основи квітконіжки і рідко по 1 на столонах або ризоїдах, однорідні, яйцеподібні, 1–1,5 мм завдовжки; рот збоку, з дорсальним відростком і 2 бічними відростками. Суцвіття прямовисні, поодинокі чи попарні, завдовжки 8–15 мм. Квітки зазвичай 1, рідше 2. Частки чашечки нерівні. Віночок білий; шпора коротка. Коробочка куляста, у діаметрі 1.0 мм. Насіння яйцеподібне, ≈ 0.3 × 0.2 мм. Пилок ≈ 20 × 20 мкм.

## Середовище проживання
Цей вид відомий лише з одного місця в регіоні Принс-Ріджент Кімберлі на північному заході Західної Австралії. Він може бути більш поширеним у притоках річки Роу.
Вид росте у постійно вологих протоках біля водоспаду.